# Quân đội Hoa Kỳ tại Nhật Bản
Quân đội Hoa Kỳ tại Nhật Bản (USFJ) (Nhật: 在日米軍 (Tại Nhật Mễ quân) Hepburn: Zainichi Beigun) là một bộ chỉ huy thống nhất trực thuộc Bộ Tư lệnh Ấn Độ Dương-Thái Bình Dương Hoa Kỳ (USINDOPACOM). Đơn vị được kích hoạt tại Phi trường Fuchū ở Tokyo, Nhật Bản, vào ngày 1 tháng 7 năm 1957 nhằm thay thế Bộ Tư lệnh Viễn Đông (FECOM) cũ. USFJ được chỉ huy bởi Tư lệnh Quân Mỹ tại Nhật (COMUSJAPAN), sĩ quan này cũng kiêm chức Tư lệnh Không lực 5. Quân Mỹ tại Nhật hiện có tổng hành dinh tại Căn cứ Không lực Yokota ở Tokyo.
COMUSJAPAN lập kế hoạch, chỉ đạo và giám sát việc thực hiện các nhiệm vụ, trách nhiệm được giao bởi Chỉ huy Bộ Tư lệnh Ấn Độ Dương-Thái Bình Dương Hoa Kỳ (COMUSINDOPACOM). Họ thiết lập và thực hiện các chính sách để hoàn thành sứ mệnh của Quân lực Hoa Kỳ tại Nhật Bản, cũng như chịu trách nhiệm phát triển các kế hoạch bảo vệ đất nước. USFJ ủng hộ Hiệp ước Hợp tác & An ninh lẫn nhau, quản lí Hiệp định Địa vị Nhật-Mỹ (SOFA) giữa Hoa Kỳ và Nhật Bản. Chịu trách nhiệm điều phối các vấn đề khác nhau quan tâm với các chỉ huy quân sự ở Nhật Bản. Bao gồm các vấn đề ảnh hưởng đến mối quan hệ Mỹ-Nhật với Bộ Quốc phòng Hoa Kỳ (DOD); giữa các cơ quan thuộc DOD với Đại sứ Mỹ trú tại Nhật Bản; giữa các cơ quan thuộc DOD và Chính phủ Nhật Bản (GOJ).
Theo Hiệp ước Hợp tác & An ninh lẫn nhau giữa Hoa Kỳ & Nhật Bản, Mỹ có nghĩa vụ cung cấp cho nước Nhật sự hợp tác chặt chẽ với Lực lượng Phòng vệ Nhật Bản, trong lĩnh vực phòng thủ hàng hải, phòng thủ tên lửa đạn đạo, kiểm soát trên không nội địa, an ninh thông tin liên lạc và ứng phó thảm họa.

## Lịch sử

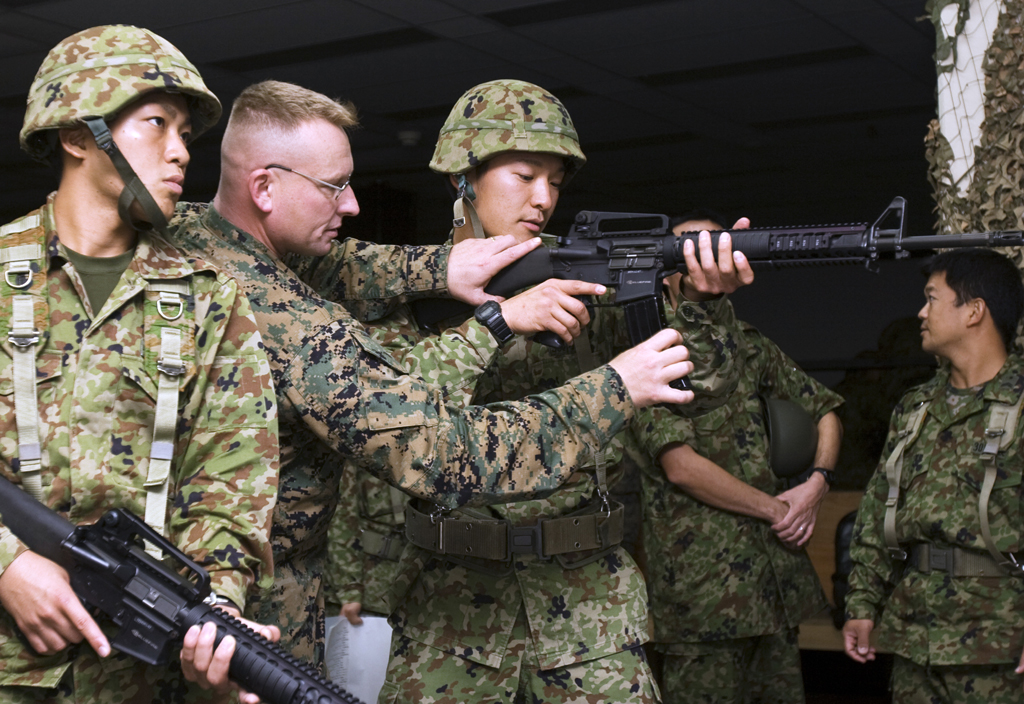
Binh sĩ JGSDF tại Doanh trại Kinser

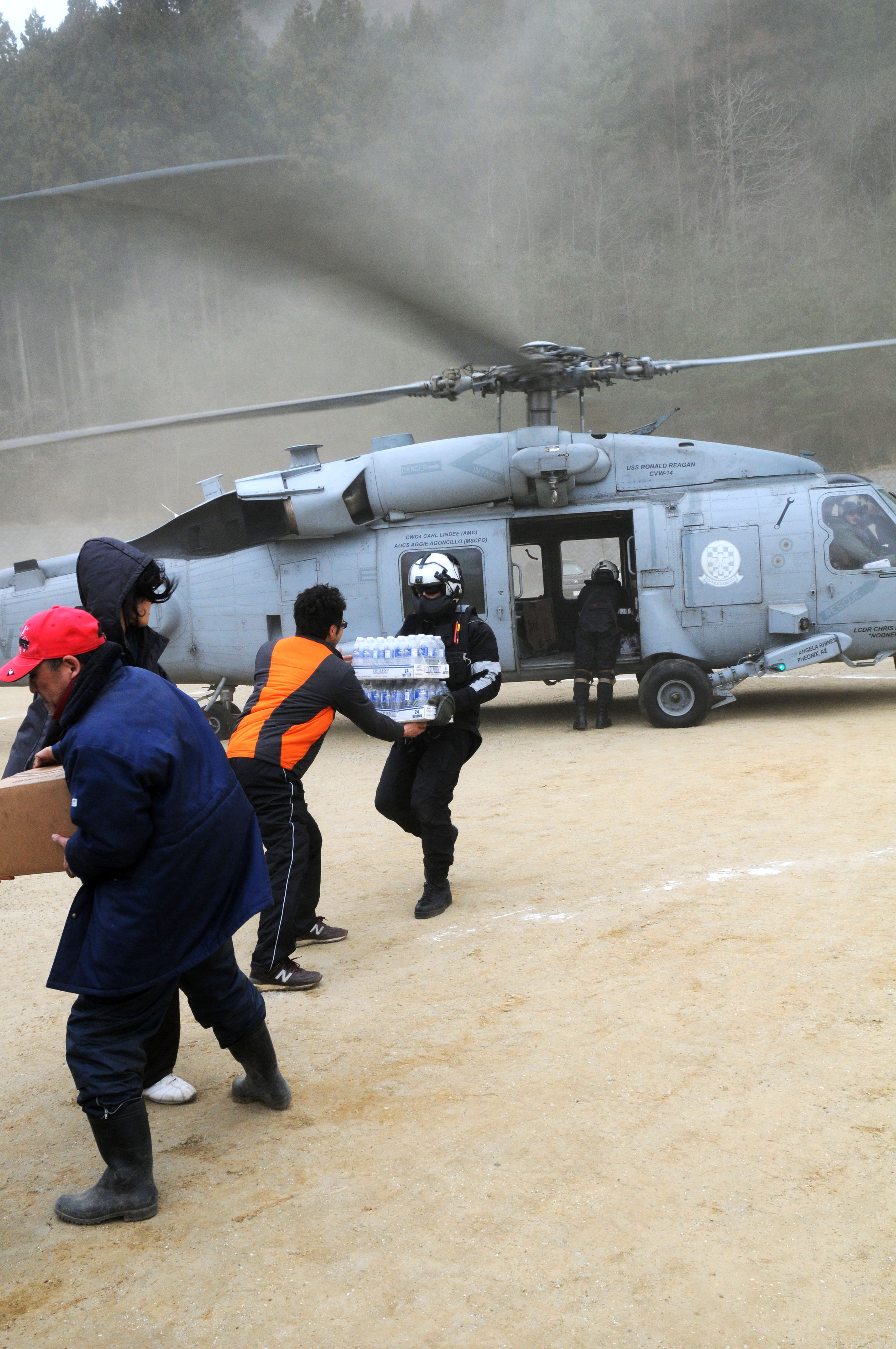
Lực lượng Hoa Kỳ trợ giúp Nhật Bản trong Chiến dịch Tomodachi, sau trận động đất và sóng thần Tōhoku 2011.

Sau khi nước Nhật đầu hàng vào cuối Chiến tranh thế giới thứ hai ở Châu Á, Quân đội Hoa Kỳ nắm giữ mọi quyền hành chính tại Nhật Bản. Lục quân và Hải quân Đế quốc Nhật Bản ngừng hoạt động, Quân đội Hoa Kỳ nắm quyền kiểm soát mọi căn cứ quân sự của Nhật Bản, cho đến khi một chính phủ mới có thể thành lập và có địa vị để tái lập chính quyền. Các lực lượng Đồng minh đã lên kế hoạch phi quân sự hóa Nhật Bản, tân chính phủ đã thông qua Hiến pháp Nhật Bản với điều khoản cấm vũ trang vào năm 1947.
Sau khi Chiến tranh Triều Tiên bùng nổ vào năm 1950, Douglas MacArthur, Tư lệnh tối cao của Lực lượng Đồng minh tại Nhật Bản và chính phủ Nhật Bản đã thành lập "Cảnh sát dự bị đội" (警察予備隊) mang tính bán quân sự, sau này được phát triển thành Lực lượng Phòng vệ Mặt đất Nhật Bản (JGSDF).
Năm 1951, Hiệp ước San Francisco được kí kết giữa các nước Đồng minh và Nhật Bản, đã khôi phục chủ quyền chính thức của mình. Đồng thời, Mĩ và Nhật đã kí kết Hiệp ước An ninh giữa Nhật Bản và Hợp chủng quốc Hoa Kỳ. Theo hiệp ước này, USFJ chịu trách nhiệm bảo vệ nước Nhật. Là một phần của thỏa thuận này, chính phủ Nhật Bản yêu cầu các căn cứ quân sự của Hoa Kỳ vẫn ở lại Nhật Bản và đồng ý cung cấp ngân quỹ, quyền lợi được quy định trong Hiệp định Địa vị. Khi hiệp ước này hết hạn, Hoa Kỳ và Nhật Bản kí tiếp Hiệp ước mới về Hợp tác & An ninh lẫn nhau. Địa vị của Lực lượng Hoa Kỳ tại Nhật được xác định trong Hiệp định Địa vị Nhật-Mỹ. Hiệp định này vẫn còn hiệu lực và là cơ sở cho chính sách đối ngoại của Nhật Bản.
Trong Chiến tranh Việt Nam, các căn cứ quân sự của Hoa Kỳ tại Nhật Bản, đặc biệt là ở huyện Okinawa, được sử dụng làm căn cứ hậu cần và chiến lược rất quan trọng. Năm 1970, vụ bạo động Koza bùng nổ, chống lại sự hiện diện của quân đội Mĩ trên đảo Okinawa. Các oanh tạc cơ chiến lược của Không lực Hoa Kỳ đã phải triển khai tại các căn cứ trên đảo Okinawa, nơi mà vẫn do chính quyền Mĩ quản lí. Trước khi hòn đảo được trao lại cho chính quyền Nhật Bản năm 1972, người ta đã suy đoán, nhưng chưa bao giờ xác nhận rằng: có thể có tới 1.200 vũ khí hạt nhân được cất giữ tại Căn cứ Không lực Kadena trên Okinawa trong những năm 1960.
Tính đến năm 2013, có khoảng 50.000 quân nhân Hoa Kỳ đồn trú tại Nhật Bản, cùng với khoảng 40.000 quân nhân phụ thuộc và 5.500 thường dân Mĩ khác được Bộ Quốc phòng Hoa Kỳ làm việc tại đây. Hạm đội 7 Hoa Kỳ đóng tại Yokosuka, huyện Kanagawa. Lực lượng Viễn chinh Thủy quân lục chiến 3 (III MEF) đóng tại Okinawa. 130 chiến đấu cơ của Không lực Hoa Kỳ đóng tại Căn cứ Không lực Misawa và Căn cứ Không lực Kadena.
Chính phủ Nhật Bản đã trả 217 tỉ yên vào năm 2007 dưới dạng hỗ trợ hàng năm của nước chủ nhà được gọi là Omoiyari yosan (思いやり予算 (Ngân sách cảm thông)). Kể từ ngân sách năm 2011, khoản thanh toán đó không còn được gọi là omoiyari yosan hay "ngân sách cảm thông" nữa. Nhật Bản bù đắp 75% chi phí cơ sở của Hoa Kỳ - tức 4,4 tỉ USD.
Ngay sau trận Động đất và sóng thần Tōhoku 2011, 9.720 nhân sự phụ thuộc quân đội Hoa Kỳ và nhân viên dân sự chính phủ ở Nhật Bản đã sơ tán khỏi đất nước, chủ yếu là đến Mĩ.
Việc di dời Căn cứ Không lực Thủy quân lục chiến Hoa Kỳ Futenma đến Henoko đã được giải quyết vào tháng 12 năm 2013 với việc thống đốc Okinawa kí kết thỏa thuận đắp đất. Theo các điều khoản của thỏa thuận Mỹ-Nhật, 5.000 lính thủy đánh bộ Mĩ chuyển đến Guam và 4.000 lính thủy quân lục chiến Mĩ đến các địa điểm khác ở Thái Bình Dương như Hawaii hoặc Úc, trong khi khoảng 10 nghìn lính thủy đánh bộ thì ở lại Okinawa. Không có lịch trình tái triển khai Thủy quân lục chiến nào được công bố, nhưng The Washington Post đưa tin rằng Thủy quân lục chiến Mĩ sẽ rời Okinawa ngay khi những cơ sở phù hợp trên đảo Guam cũng các nơi khác đã sẵn sàng. Việc di dời dự kiến sẽ tiêu tốn 8,6 tỉ đô la Mĩ, bao gồm cam kết tiền mặt 3,1 tỉ đô la từ Nhật Bản cho việc chuyển sang Guam, cũng như để phát triển các phạm vi huấn luyện chung trên đảo Guam, Tinian và Pagan ở quần đảo Bắc Mariana. Một số lô đất trên đảo Okinawa được quân đội Mĩ cho thuê để sử dụng được cho là sẽ chuyển trở lại quyền kiểm soát của Nhật Bản thông qua quá trình hoàn trả theo từng giai đoạn dài hạn theo thỏa thuận. Những cuộc trao trả này đã diễn ra kể từ năm 1972. Vào tháng 10 năm 2020, Căn cứ Lực lượng Thủy quân lục chiến Blaz được kích hoạt trên đảo Guam. Căn cứ mới này là nơi cư trú của TQLC được chuyển đến từ Okinawa, với kế hoạch tái định cư cuối cùng là vào năm 2025.
Vào tháng 5 năm 2014, trong một sự chuyển hướng chiến lược của Hoa Kỳ sang Châu Á - Thái Bình Dương, có thông tin cho biết Mỹ đang triển khai hai máy bay không người lái giám sát đường dài Global Hawk phi vũ trang tới Nhật Bản, nhằm thực hiện các nhiệm vụ giám sát Trung Quốc và Bắc Triều Tiên.

## Tranh luận về sự hiện diện của Hoa Kỳ
Kể từ tháng 5 năm 2022, việc đồn trú của quân nhân Hoa Kỳ tại các cơ sở quân sự trên đảo Okinawa vẫn là một vấn đề nóng hổi và gây tranh cãi, với việc di dời Căn cứ Không lực Thủy quân lục chiến Futenma thường là nơi đi đầu trong các cuộc biểu tình phản đối sự hiện diện của quân đội Mĩ trên hòn đảo. Bất chấp thỏa thuận di dời Căn cứ không lực Thủy quân lục chiến Futenma được chính phủ Nhật Bản và Hoa Kỳ đạt được lần đầu tiên vào năm 1996, tiến độ di dời căn cứ này đã bị đình trệ do những cuộc biểu tình chống căn cứ lan rộng khắp Okinawa, tập trung vào nhiều lo ngại liên quan đến tội ác của các lính Mĩ đóng quân và sự ô nhiễm môi trường do quá trình xây 
dựng, hoạt động và tiềm năng tái định cư căn cứ quân sự của Hoa Kỳ trên Okinawa.
Okinawa chỉ chiếm 0,6% diện tích đất của quốc gia; tuy nhiên, khoảng đến 62% căn cứ Hoa Kỳ tại Nhật Bản (chỉ sử dụng độc quyền) nằm trên Okinawa.
Chính quyền Hoa Kỳ sử dụng hơn tám nghìn công nhân Hợp đồng lao động chính (MLC) / Thỏa thuận thuê gián tiếp (IHA) tại Okinawa (theo Tổ chức quản lý lao động), không bao gồm lao động hợp đồng Okinawa.

### Khảo sát giữa những người Nhật
Năm 2002, 73,4% công dân Nhật Bản nói rằng hiệp ước an ninh Nhật-Mỹ là hữu ích cho hòa bình và an ninh của Nhật Bản, nhưng một phần dân số yêu cầu giảm số lượng căn cứ quân sự Mĩ trên Okinawa.
Vào tháng 5 năm 2010, một cuộc khảo sát người dân Okinawa do Mainichi Shimbun và Ryūkyū Shinpō thực hiện, cho thấy 71% người Okinawa được khảo sát cho rằng sự hiện diện của TQLC trên đảo Okinawa là không cần thiết (15% thì cho rằng là cần thiết). Khi được hỏi họ nghĩ gì về việc 62% các căn cứ Hoa Kỳ được sử dụng độc quyền của Lực lượng Nhật Bản đang tập trung ở Okinawa, 50% cho rằng nên giảm số lượng và 41% nói rằng nên dỡ bỏ hết các căn cứ. Khi được hỏi về hiệp ước an ninh Mỹ - Nhật, 55% cho rằng hiệp ước này nên là một hiệp ước hòa bình, 14% cho rằng nó nên được bãi bỏ và 7% nói rằng nó nên được duy trì.

### Hiệp định địa vị
Ngoài ra, còn có cuộc tranh luận về Hiệp định Địa vị do thực tế là nó bao gồm nhiều kĩ thuật hành chính kết hợp các hệ thống kiểm soát cách xử lí các tình huống nhất định giữa khuôn khổ pháp lí của Hoa Kỳ và Nhật Bản.

### Thái độ của các quân nhân Mĩ
Từ năm 1972 đến năm 2009, lính Mĩ đã phạm 5.634 tội hình sự, bao gồm 25 vụ giết người, 385 vụ trộm cắp, 25 vụ đốt phá, 127 vụ cưỡng hiếp, 306 vụ hành hung và 2.827 vụ cướp giật. Tuy nhiên, theo dữ liệu của Thủy quân lục chiến Đặt tại Thái Bình Dương, các quân nhân Hoa Kỳ vẫn bị kết ít tội hơn nhiều so với người Okinawa bản địa. Theo Hiệp định Địa vị Lực lượng Hoa Kỳ-Nhật Bản, khi các tội phạm của nhân sự Hoa Kỳ được thực hiện cả ngoài nhiệm vụ và ngoài cơ sở, thì họ phải luôn bị truy tố theo luật pháp Nhật Bản.
Vào ngày 12 tháng 2 năm 2008, Cơ quan Cảnh sát Nhật Bản (警察庁) đã công bố số liệu thống kê tội phạm hàng năm, bao gồm hoạt động trong huyện Okinawa. Những phát hiện này cho thấy lính Mĩ chỉ bị kết tội 53 tội danh trên 10.000 nam quân nhân Hoa Kỳ, trong khi nam giới Okinawa bị kết án 366 tội danh trên 10.000 người. Tỉ lệ phạm tội cho thấy một quân nhân Hoa Kỳ ở Okinawa có nguy cơ bị chính quyền Nhật kết tội ít hơn 86% so với một nam giới Okinawa.

### Tội phạm

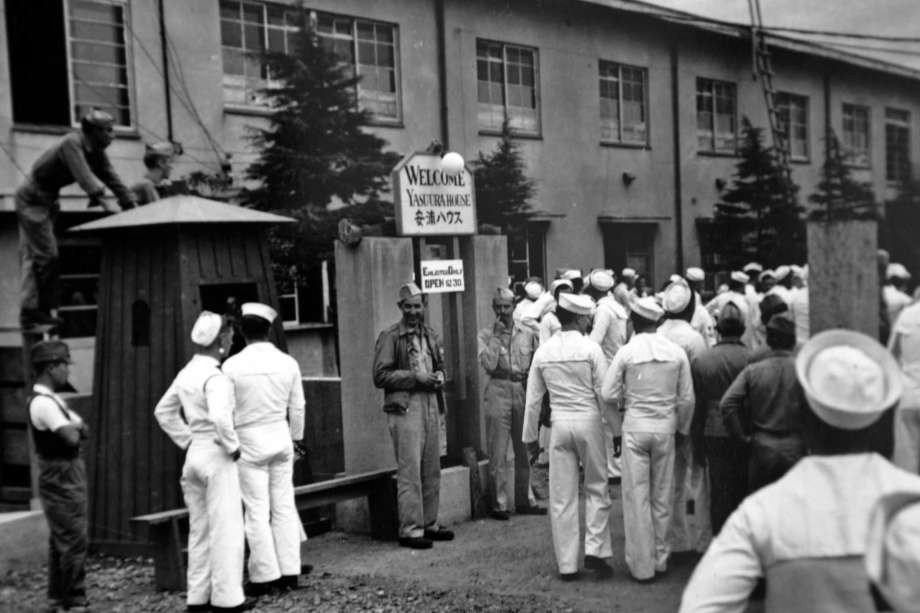
Hiệp hội Cơ sở Tiện nghi Đặc thù trong thời gian nước Nhật bị chiếm đóng.

Khi bắt đầu chiếm đóng Nhật Bản, vào năm 1945, nhiều binh sĩ Hoa Kỳ đã tham gia vào Hiệp hội Cơ sở Tiện nghi Đặc thù (特殊慰安施設協会). Chính phủ Nhật Bản đã tuyển dụng 55.000 phụ nữ để làm công việc cung cấp dịch vụ tình dục cho quân nhân Mĩ. Hiệp hội bị đóng cửa bởi Tư lệnh tối cao Quân đội Liên hợp quốc (連合国軍最高司令官).
Trong lịch sử gần đây, "các tội phạm từ hãm hiếp đến công kích và tai nạn liên hoàn của quân nhân Hoa Kỳ, những người phụ thuộc và dân thường từ lâu đã gây ra các cuộc biểu tình nội tỉnh", tờ The Japan Times cho biết. Tờ Daily Beast năm 2009 bình luận: "Một loạt tội ác khủng khiếp của các quân nhân hiện tại và cựu quân nhân Mĩ đóng tại Okinawa đã gây ra những động thái mạnh mẽ nhằm cố gắng giảm bớt sự hiện diện của Mĩ trên hòn đảo này nói riêng và ở Nhật Bản nói chung".
Năm 1995, vụ bắt cóc và hãm hiếp một nữ sinh Okinawa 12 tuổi bởi hai lính thủy đánh bộ và một thủy thủ Hoa Kỳ đã dẫn đến yêu cầu dỡ bỏ mọi căn cứ quân sự Hoa Kỳ ở Nhật Bản. Các sự cố gây tranh cãi khác bao gồm: các vụ tai nạn trực thăng, sự kiện Girard, vụ tấn công Michael Brown Okinawa, cái chết của nhà Kinjo (vụ tai nạn xe Padilla) và cái chết của Yuki Uema (vụ tai nạn xe Eskridge). Vào tháng 2 năm 2008, một lính thủy đánh bộ Mĩ 38 tuổi sống ở Okinawa bị bắt vì liên quan đến vụ hiếp dâm một cô gái Okinawa 14 tuổi. Điều này đã gây ra làn sóng phản đối sự hiện diện quân sự của Mĩ trên Okinawa, dẫn đến những hạn chế chặt chẽ đối với các hoạt động ngoài căn cứ. Mặc dù người tố cáo đã rút lại cáo buộc, nhưng tòa án quân sự Hoa Kỳ đã xử lí nghi phạm và kết án 4 năm tù giam theo các quy tắc nghiêm ngặt hơn của hệ thống tư pháp quân sự.
Quân đội Hoa Kỳ tại Nhật Bản đã chỉ định ngày 22 tháng 2 là "Ngày phản chiếu" cho tất cả các cơ sở quân sự của Hoa Kỳ tại Nhật, đồng thời thành lập Lực lượng Đặc nhiệm Phòng chống và Ứng phó Tấn công Tình dục trong nỗ lực ngăn chặn những vụ việc tương tự. Vào tháng 11 năm 2009, Trung sĩ Clyde "Drew" Gunn, một binh sĩ Quân đội Mĩ đóng tại ga Torii đã gây ra một vụ tai nạn va quệt vào người đi bộ ở thôn Yomitan, Okinawa. Sau đó, vào tháng 4 năm 2010, người lính này bị buộc tội không giúp đỡ và ngộ sát phương tiện giao thông. Trung sĩ Gunn, quê Ocean Springs, Mississippi, cuối cùng đã bị kết án hai năm tám tháng tù vào ngày 15 tháng 10 năm 2010.
Vào năm 2013, hai quân nhân Hoa Kỳ, Seaman Christopher Browning quê Athens, Texas, và Hạ sĩ quan hạng ba Skyler Dozierwalker quê Muskogee, Oklahoma, đã bị Sở Tài phán địa phương Naha kết tội cưỡng hiếp và cướp tài sản của một phụ nữ độ tuổi 20 trong bãi đậu xe vào tháng 10. Cả hai đều thừa nhận hành vi phạm tội. Vụ việc đã khiến nhiều người Okinawa phẫn nộ, một số người từ lâu đã phàn nàn về tội ác liên quan đến quân sự trên hòn đảo của họ, nơi có hàng nghìn lính Mĩ. Điều này cũng gây ra những hạn chế cứng rắn hơn đối với tất cả 50.000 quân nhân Hoa Kỳ tại Nhật Bản, bao gồm lệnh giới nghiêm và hạn chế uống rượu bia.
Vào ngày 13 tháng 5 năm 2013, trong một tuyên bố gây tranh cãi, Hashimoto Tōru, đồng lãnh đạo của Hội Duy tân Nhật Bản đã nói với một quan chức quân sự cấp cao của Mĩ tại căn cứ Thủy quân lục chiến Okinawa rằng "chúng tôi không thể kiểm soát nổi năng lượng tình dục của những lính thủy đánh bộ dũng cảm này." Ông nói rằng các binh sĩ Hoa Kỳ nên tận dụng nhiều hơn ngành công nghiệp giải trí người lớn địa phương để giảm tội phạm tình dục đối với phụ nữ ở địa phương này. Hashimoto cũng nói về sự cần thiết của phụ nữ mua vui trong Quân đội Nhật trước đây, cũng như gái mại dâm cho quân đội Hoa Kỳ ở các quốc gia khác, như Hàn Quốc.
Vào tháng 6 năm 2016, sau khi một nhân viên dân sự tại căn cứ này bị buộc tội giết một phụ nữ Nhật Bản, hàng nghìn người đã biểu tình ở Okinawa. Các nhà tổ chức ước tính số cử tri đi bầu là 65.000 người, đây là cuộc biểu tình chống cơ sở lớn nhất ở Okinawa kể từ năm 1995.
Vào tháng 11 năm 2017, một quân nhân trong tình trạng say xỉn đã bị bắt, sau vụ va chạm xe ở Okinawa khiến người lái xe kia thiệt mạng.

### Triển khai Osprey trên Okinawa

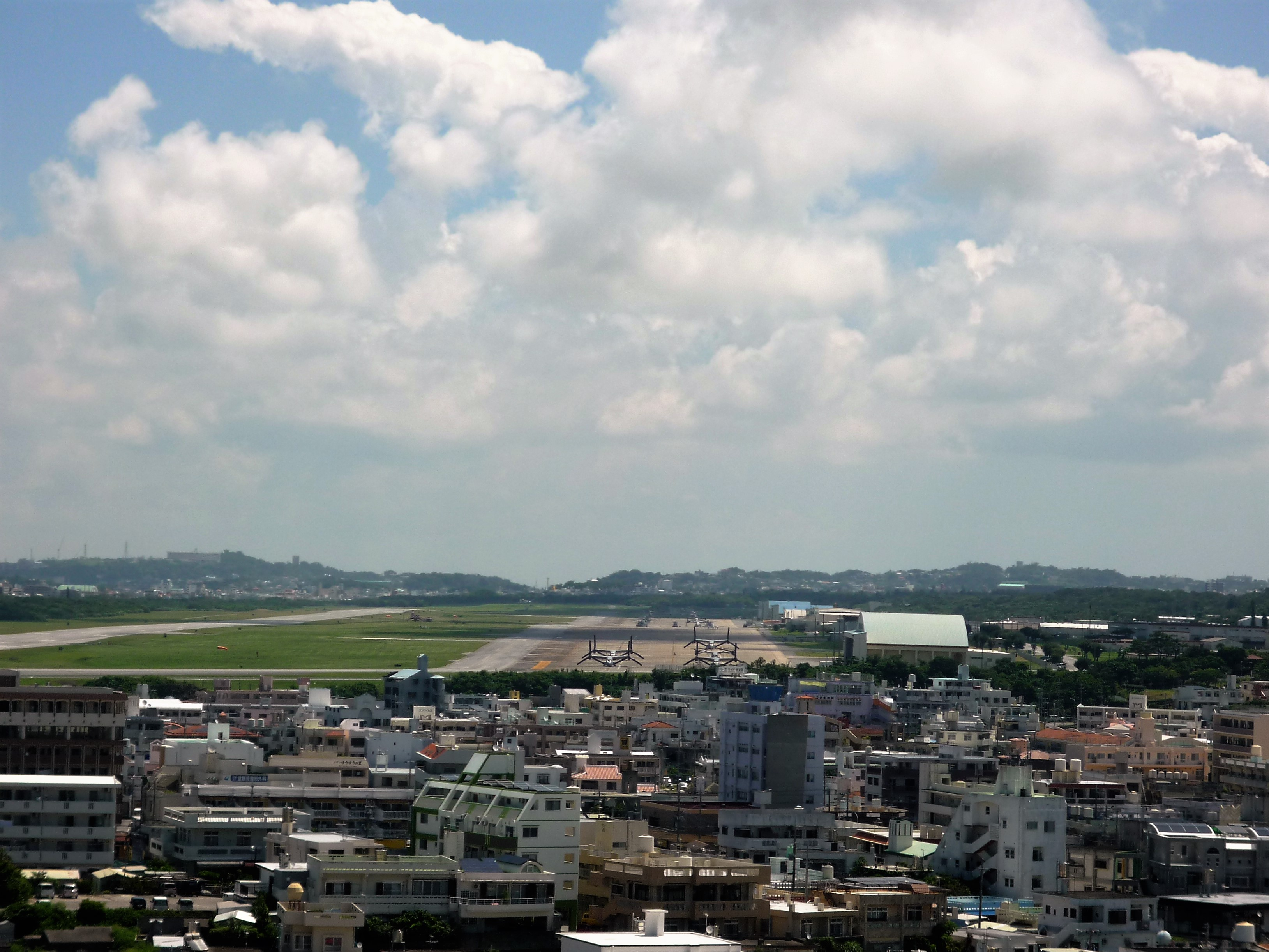
Căn cứ Không lực Futenma của Thủy quân lục chiến Hoa Kỳ vào năm 2016.

Vào tháng 10 năm 2012, 12 máy bay quân sự MV-22 Ospreys được chuyển giao cho Căn cứ Không lực Futenma của Thủy quân lục chiến Hoa Kỳ, để thay thế những chiếc trực thăng Boeing Vertol CH-46 Sea Knight cũ kĩ từ thời Việt Nam trên đảo Okinawa. Vào tháng 10 năm 2013, thêm 12 chiếc Ospreys đến, một lần nữa nhằm thay thế hết CH-46 Sea Knights, nâng số lượng Ospreys lên 24. Bộ trưởng Quốc phòng Nhật Bản Morimoto Satoshi giải thích rằng máy bay Osprey rất an toàn, đồng thời nói thêm rằng hai vụ tai nạn gần đây là do "yếu tố con người gây ra". Thủ tướng Nhật Bản Noda Yoshihiko cũng tuyên bố rằng chính phủ Nhật Bản tin chắc về sự an toàn của máy bay MV-22. Nhiều sự cố liên quan đến phi cơ V-22 Ospreys đã xảy ra trên Okinawa. Vào ngày 5 tháng 4 năm 2018, đã có thông báo rằng Không quân Hoa Kỳ sẽ chính thức triển khai máy bay CV-22 Osprey tại Căn cứ Không lực Yokota ở ngoại ô Tokyo. Việc triển khai này sẽ là lần đầu tiên của mẫu Ospreys ở Nhật Bản ngoài Okinawa, nơi Thủy quân lục chiến Hoa Kỳ đã triển khai phiên bản máy bay của họ, được gọi là MV-22.

### Mối quan tâm về môi trường

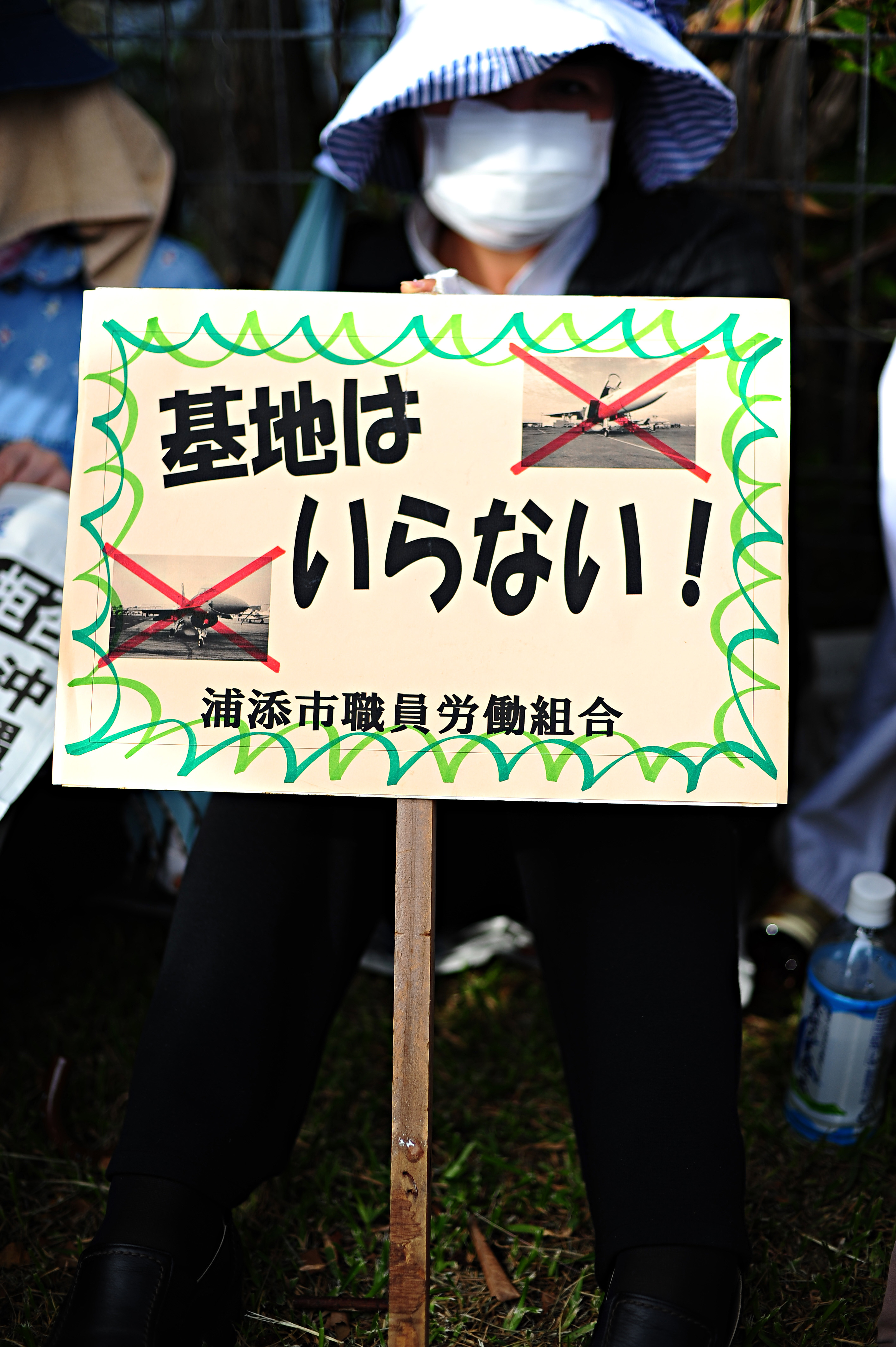
Người biểu tình cầm biển "không căn cứ!" phản đối việc di dời Căn cứ không lực Futenma.

Gần đây, những lo ngại về môi trường đã chiếm ưu thế hàng đầu trong cuộc tranh luận về sự hiện diện của lực lượng quân sự Hoa Kỳ trên đảo Okinawa. Kể từ cuối những năm 1990, các mối quan tâm về môi trường gia tăng bởi cả cư dân địa phương, cũng như các nhóm hành động môi trường lớn ở Okinawa, ở Nhật Bản và các nhà hoạt động độc lập, thường dẫn đến hàng loạt cuộc biểu tình và cả bạo động phản đối việc di dời những căn cứ quân sự hiện có của Hoa Kỳ và việc xây dựng các cơ sở thay thế mới, bị một số người gán cho là ví dụ của "chủ nghĩa thực dân hiện đại". Đặc biệt, những lo ngại về môi trường kéo dài về sự gián đoạn hoặc phá hủy các sinh cảnh biển và ven biển ngoài khơi Okinawa từ quá trình xây dựng, di dời và vận hành các căn cứ quân sự Hoa Kỳ trên Okinawa, dẫn đến kế hoạch di dời các cơ sở quân sự trở nên kéo dài và tiếp tục bị trì hoãn, chẳng hạn như như Căn cứ không lực Futenma của Thủy quân lục chiến.

#### Vụ kiện cá cúi Okinawa
Trong cuối những năm 1990 và đầu những năm 2000, các kế hoạch ban đầu nhằm di dời Căn cứ không lực Futenma của Thủy quân lục chiến sang một cơ sở mới nằm ngoài khơi Vịnh Henoko đã vấp phải sự phản kháng mạnh mẽ, sau khi người ta thấy loài cá cúi ở các khu vực xung quanh lãnh thổ dành cho căn cứ không quân sau di dời. Là loài sinh vật cực kì nguy cấp, cá nược theo truyền thống là được đánh bắt và săn bắn trên khắp Okinawa và quần đảo Ryukyu. Điều này đã thu hút sự chú ý của các nhóm hành động môi trường địa phương, quốc gia và cả quốc tế, những người đã nêu lên lo ngại rằng các dự án cải tạo đất gắn liền với việc xây dựng một căn cứ không quân ngoài khơi mới ở Vịnh Henoko sẽ dẫn đến sự phá hủy môi trường sống của cá cúi và cả hệ sinh thái ven biển gần đó. Mặc dù vậy, các kế hoạch đã đặt ra để tiếp tục tiến hành di dời căn cứ, đáng chú ý là đã làm trái kết quả của cuộc trưng cầu dân ý năm 1997, vốn đa số bỏ phiếu từ chối cơ sở thay thế này.
Để phản đối điều này, vào tháng 9 năm 2003, một nhóm các tổ chức môi trường ở Okinawa, Nhật Bản và Hoa Kỳ đã đệ đơn kiện lên Tòa án Liên bang San Francisco để phản đối việc di dời Căn cứ Không lực Futenma của Thủy quân lục chiến. Vụ kiện này, ban đầu có tên Dugong Okinawa kiện Rumsfeld, lập luận rằng Bộ Quốc phòng Hoa Kỳ đã không xem xét các tác động mà việc di dời căn cứ sẽ gây ra đối với số lượng cá cúi ở địa phương, vi phạm Đạo luật Bảo tồn Di tích Lịch sử Quốc gia Hoa Kỳ. Vụ án này đã khép lại vào tháng 1 năm 2008; Đáng chú ý là đối với các nguyên đơn, người ta phán quyết rằng Bộ Quốc phòng, bằng cách không xem xét tác động của việc di dời căn cứ lên số lượng cá cúi địa phương, trên thực tế đã vi phạm Đạo luật Bảo tồn Di tích Lịch sử Quốc gia, do đó đã trì hoãn việc di dời căn cứ.

#### Ô nhiễm nước
Những lo ngại về ô nhiễm nguồn nước cũng đã làm gia tăng căng thẳng gần đây, xung quanh sự hiện diện của các căn cứ quân sự Hoa Kỳ ở Okinawa. Vào tháng 6 năm 2020, sau thông báo về sự rò rỉ trước đó của bọt chữa cháy từ Căn cứ Không lực Thủy quân lục chiến Futenma vào tháng 4 năm 2020, một nghiên cứu về chất lượng nước do Bộ Môi trường thực hiện đã công bố phát hiện mức độ ô nhiễm cao của PFOS (Axit perfluorooctanesulfonic) và PFOA (xit perfluorooctanoic) ở 37 loại nước khác nhau, các nguồn gần các căn cứ quân sự và khu công nghiệp của Hoa Kỳ vượt quá các mục tiêu quốc gia tạm thời. Các sự cố khác liên quan đến việc giải phóng các chất độc gây ung thư cũng xảy ra vào tháng 8 năm 2021, làm trầm trọng thêm căng thẳng về sự hiện diện của các hóa chất độc hại này ở mức 'đáng báo động'.
Các cuộc kiểm tra sau đó, xung quanh Căn cứ Không lực Kadena, đặc biệt là địa điểm huấn luyện cách sông Dakujaku 50 mét về phía tây, xác nhận hệ thống nước bị nhiễm hóa chất PFAS nghiêm trọng. Các chất hóa học này đạt độ sâu 10 mét dưới lòng đất, trong khi những chùm khói lan rộng vài km từ các địa điểm đào tạo bị ô nhiễm này chảy vào các giếng và đường nước gần đó của sông Dakujaku và sông Hija, làm ô nhiễm nước uống của 450.000 cư dân. Các hóa chất độc hại này bắt nguồn từ bọt chữa cháy có chứa PFAS và được sử dụng tại các địa điểm huấn luyện của các cơ sở giám sát của Hoa Kỳ trong những năm 1970 và 1980. Tuy nhiên, chính quyền Mỹ và Nhật Bản nói rằng chưa thể xác nhận nguồn gốc của vấn đề.

## Các cơ sở

### Danh sách các cơ sở hiện tại

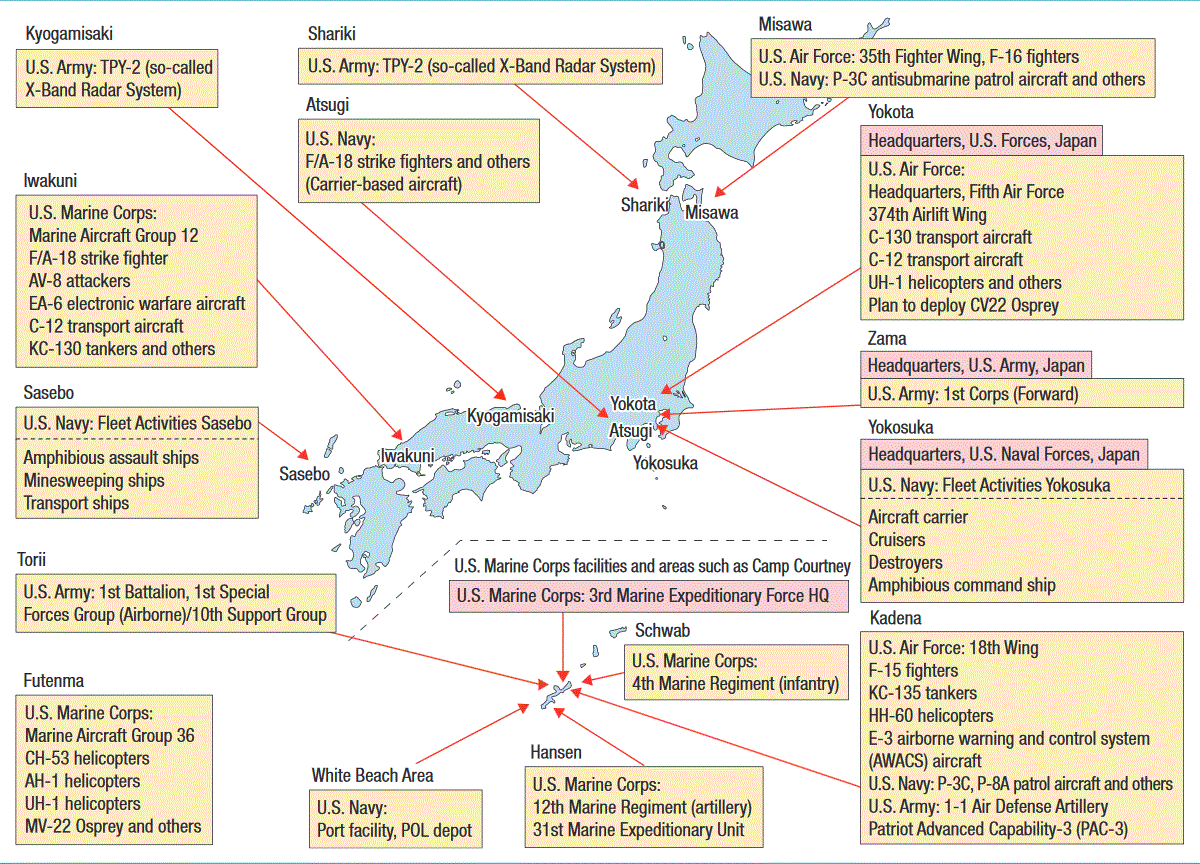
Các cơ sở quân sự của Hoa Kỳ tại Nhật Bản, năm 2016.

Căn cứ quân sự của Hoa Kỳ ở Nhật Bản

Cơ sở quân sự của Hoa Kỳ trên Okinawa

Tổng hành dinh của USFJ đặt tại Căn cứ Không lực Yokota, cách trung tâm Tokyo khoảng 30 km về phía Tây.
Các cơ sở quân sự của Hoa Kỳ tại Nhật Bản và các chi nhánh quản lí của họ như sau:
| Quân chủng (Bộ)     | Cơ sở USFJ Mã quản trị | Tên căn cứ | Mục đích chính (Trên thực tế) | Vị trí                      |
| ------------------- | ---------------------- | --- | ----------------------------- | --------------------------- |
| Không quân          | FAC 1054               | Doanh trại Chitose (Chitose III, Khu phụ Quản trị Chitose)                                                             | Liên lạc                      | Chitose, Hokkaidō           |
| Không quân          | FAC 2001               | Căn cứ Không lực Misawa                                                                                                | Căn cứ không quân             | Misawa, Aomori              |
| Không quân          | FAC 3013               | Căn cứ Không lực Yokota                                                                                                | Căn cứ không quân             | Fussa, Tokyo                |
| Không quân          | FAC 3016               | Trạm Liên lạc Fuchu | Liên lạc                      | Fuchū, Tokyo                |
| Không quân          | FAC 3019               | Khu phụ Tama (Trung tâm giải trí Tama Hills)                                                                           | Giải trí                      | Inagi, Tokyo                |
| Không quân          | FAC 3048               | Doanh trại Asaka (Khu Máy phát Đài AFN Doanh trại Nam Drake)                                                           | Doanh trại (Phát thanh)       | Wakō, Saitama               |
| Không quân          | FAC 3049               | Trạm Liên lạc Tokorozawa (Khu Máy phát Tokorozawa)                                                                     | Liên lạc                      | Tokorozawa, Saitama         |
| Không quân          | FAC 3056               | Khu Liên lạc Owada | Liên lạc                      | Niiza, Saitama              |
| Không quân          | FAC 3162               | Khu Liên lạc Yugi | Liên lạc                      | Hachiōji, Tokyo             |
| Không quân          | FAC 4100               | Khu Liên lạc Sofu | Liên lạc                      | Iwakuni, Yamaguchi          |
| Không quân          | FAC 5001               | Sân bay phụ trợ Itazuke                                                                                                | Ga hàng hóa hàng không        | Hakata, Fukuoka             |
| Không quân          | FAC 5073               | Khu phụ Sefurisan Liaison (Trạm Liên lạc Seburiyama)                                                                   | Liên lạc                      | Kanzaki, Saga               |
| Không quân          | FAC 5091               | Khu Liên lạc Tsushima                                                                                                  | Liên lạc                      | Tsushima, Nagasaki          |
| Không quân          | FAC 6004               | Trung tâm nghỉ Okuma                                                                                                   | Giải trí                      | Kunigami, Okinawa           |
| Không quân          | FAC 6006               | Khu Liên lạc Yaedake                                                                                                   | Liên lạc                      | Motobu, Okinawa             |
| Không quân          | FAC 6022               | Khu trữ Đạn dược Kadena                                                                                                | Kho                           | Onna, Okinawa               |
| Không quân          | FAC 6037               | Căn cứ Không lực Kadena                                                                                                | Căn cứ không quân             | Kadena, Okinawa             |
| Không quân          | FAC 6077               | Trường bắn Tori Shima                                                                                                  | Huấn luyện                    | Kumejima, Okinawa           |
| Không quân          | FAC 6078               | Trường bắn Idesuna Jima                                                                                                | Huấn luyện                    | Tonaki, Okinawa             |
| Không quân          | FAC 6080               | Trường bắn Kume Jima                                                                                                   | Huấn luyện                    | Kumejima, Okinawa           |
| Lục quân            | FAC 2070               | Trạm Liên lạc Shariki                                                                                                  | Liên lạc                      | Tsugaru, Aomori             |
| Lục quân            | FAC 3004               | Trung tâm báo chí Akasaka (Doanh trại Hardy)                                                                           | Văn phòng                     | Minato, Tokyo               |
| Lục quân            | FAC 3067               | Bến tàu Bắc Yokohama                                                                                                   | Cảng                          | Yokohama, Kanagawa          |
| Lục quân            | FAC 3079               | Doanh trại Zama | Văn phòng                     | Zama, Kanagawa              |
| Lục quân            | FAC 3084               | Tổng kho Sagami | Vận tải                       | Sagamihara, Kanagawa        |
| Lục quân            | FAC 3102               | Khu nhà ở Sagamihara                                                                                                   | Nhà ở                         | Sagamihara, Kanagawa        |
| Lục quân            |                        | Khu Liên lạc Kyogamisaki                                                                                               | Liên lạc                      | Kyōtango, Kyōto             |
| Lục quân            | FAC 4078               | Tổng kho đạn dược Akizuki                                                                                              | Kho                           | Etajima, Hiroshima          |
| Lục quân            | FAC 4083               | Tổng kho đạn dược Kawakami                                                                                             | Kho                           | Higashihiroshima, Hiroshima |
| Lục quân            | FAC 4084               | Tổng kho đạn dược Hiro                                                                                                 | Kho                           | Kure, Hiroshima             |
| Lục quân            | FAC 4152               | Chân cầu Kure 6 | Cảng                          | Kure, Hiroshima             |
| Lục quân            | FAC 4611               | Khu Liên lạc Haigamine                                                                                                 | Liên lạc                      | Kure, Hiroshima             |
| Lục quân            | FAC 6007               | Khu Liên lạc Gesaji | Liên lạc                      | Higashi, Okinawa            |
| Lục quân            | FAC 6036               | Trạm Liên lạc Torii (Torii Station)                                                                                    | Liên lạc                      | Yomitan, Okinawa            |
| Lục quân            | FAC 6064               | Cảng Naha | Cảng                          | Naha, Okinawa               |
| Lục quân            | FAC 6076               | Kho Lục quân POL | Kho                           | Uruma, Okinawa              |
| Hải quân            | FAC 2006               | Kho POL Hachinohe | Kho                           | Hachinohe, Aomori           |
| Hải quân            | FAC 2012               | Trường bắn ATG Misawa (R130, Draughon Range)                                                                           | Huấn luyện                    | Misawa, Aomori              |
| Hải quân            | FAC 3033               | Bãi đáp phụ trợ Kisarazu                                                                                               | Cơ sở hàng không              | Kisarazu, Chiba             |
| Hải quân            | FAC 3066               | Khu nhà ở Negishi (Naval Housing Annex Negishi)                                                                        | Nhà ở                         | Yokohama, Kanagawa          |
| Hải quân            | FAC 3083               | Cơ sở Không lực Hải quân Atsugi                                                                                        | Cơ sở hàng không              | Ayase, Kanagawa             |
| Hải quân            | FAC 3087               | Khu nhà ở Ikego và Phụ khu Hải quân                                                                                    | Nhà ở                         | Zushi, Kanagawa             |
| Hải quân            | FAC 3090               | Khu lưu trữ Azuma | Kho                           | Yokosuka, Kanagawa          |
| Hải quân            | FAC 3096               | Trạm Truyền thông Kamiseya - về Chính phủ Nhật năm 2015. (Cơ sở Hỗ trợ Hải quân Kamiseya - về Chính phủ Nhật năm 2015) | Liên lạc (Nhà ở)              | Yokohama, Kanagawa          |
| Hải quân            | FAC 3097               | Khu Liên lạc Fukaya (Trạm phát hải quân Totsuka)                                                                       | Liên lạc                      | Yokohama, Kanagawa          |
| Hải quân            | FAC 3099               | Cơ sở Hải quân Yokosuka                                                                                                | Cảng                          | Yokosuka, Kanagawa          |
| Hải quân            | FAC 3117               | Tổng kho đạn dược Urago                                                                                                | Kho                           | Yokosuka, Kanagawa          |
| Hải quân            | FAC 3144               | Tổng kho POL Tsurumi                                                                                                   | Kho                           | Yokohama, Kanagawa          |
| Hải quân            | FAC 3181               | Khu Liên lạc Iwo Jima                                                                                                  | Liên lạc (Huấn luyện)         | Ogasawara, Tokyo            |
| Hải quân            | FAC 3185               | Trung tâm Lực lượng New Sannō Hoa Kỳ (Khách sạn New Sannō)                                                             | Giải trí                      | Minato, Tokyo               |
| Hải quân            | FAC 5029               | Căn cứ Sasebo | Cảng                          | Sasebo, Nagasaki            |
| Hải quân            | FAC 5030               | Ụ tàu khô Sasebo | Cảng                          | Sasebo, Nagasaki            |
| Hải quân            | FAC 5032               | Tổng kho POL Akasaki                                                                                                   | Kho                           | Sasebo, Nagasaki            |
| Hải quân            | FAC 5033               | Điểm cấp đạn dược Sasebo                                                                                               | Kho                           | Sasebo, Nagasaki            |
| Hải quân            | FAC 5036               | Tổng kho POL Iorizaki                                                                                                  | Kho                           | Sasebo, Nagasaki            |
| Hải quân            | FAC 5039               | Tổng kho POL Yokose | Kho                           | Saikai, Nagasaki            |
| Hải quân            | FAC 5050               | Khu trữ Đạn dược Harioshima                                                                                            | Kho                           | Sasebo, Nagasaki            |
| Hải quân            | FAC 5086               | Khu cảng Tategami Basin                                                                                                | Cảng                          | Sasebo, Nagasaki            |
| Hải quân            | FAC 5118               | Phụ khu Hải quân Sakibe                                                                                                | Nhà chứa máy bay              | Sasebo, Nagasaki            |
| Hải quân            | FAC 5119               | Khu nhà ở Hario (Hario Family Housing Area)                                                                            | Nhà ở                         | Sasebo, Nagasaki            |
| Hải quân            | FAC 6028               | Chân cầu Tengan | Cảng                          | Uruma, Okinawa              |
| Hải quân            | FAC 6032               | Doanh trại Shields | Doanh trại                    | Okinawa, Okinawa            |
| Hải quân            | FAC 6046               | Trạm Liên lạc Awase | Liên lạc                      | Okinawa, Okinawa            |
| Hải quân            | FAC 6048               | Khu White Beach (Bãi biển Trắng)                                                                                       | Cảng                          | Uruma, Okinawa              |
| Hải quân            | FAC 6084               | Trường bắn Kobi Sho | Huấn luyện                    | Ishigaki, Okinawa           |
| Hải quân            | FAC 6085               | Trường bắn Sekibi Sho                                                                                                  | Huấn luyện                    | Ishigaki, Okinawa           |
| Hải quân            | FAC 6088               | Trường bắn Oki Daito Jima                                                                                              | Huấn luyện                    | Kitadaito, Okinawa          |
| Thuỷ quân lục chiến | FAC 3127               | Doanh trại Fuji (Phú Sĩ)                                                                                               | Doanh trại                    | Gotenba, Shizuoka           |
| Thuỷ quân lục chiến | FAC 3154               | Khu Huấn luyện Numazu                                                                                                  | Huấn luyện                    | Numazu, Shizuoka            |
| Thuỷ quân lục chiến | FAC 4092               | Căn cứ không lực Thủy quân lục chiến Iwakuni                                                                           | Căn cứ không quân             | Iwakuni, Yamaguchi          |
| Thuỷ quân lục chiến | FAC 6001               | Khu Huấn luyện Bắc (bao gồm Doanh trại Gonsalves)                                                                      | Huấn luyện                    | Kunigami, Okinawa           |
| Thuỷ quân lục chiến | FAC 6005               | Sân bay phụ trợ Ie Jima                                                                                                | Huấn luyện                    | Ie, Okinawa                 |
| Thuỷ quân lục chiến | FAC 6009               | Doanh trại Schwab | Huấn luyện                    | Nago, Okinawa               |
| Thuỷ quân lục chiến | FAC 6010               | ho đạn dượcH enoko | Kho                           | Nago, Okinawa               |
| Thuỷ quân lục chiến | FAC 6011               | Doanh trại Hansen | Huấn luyện                    | Kin, Okinawa                |
| Thuỷ quân lục chiến | FAC 6019               | Khu Huấn luyện Kin Red Beach                                                                                           | Huấn luyện                    | Kin, Okinawa                |
| Thuỷ quân lục chiến | FAC 6020               | Khu Huấn luyện Kin Blue Beach                                                                                          | Huấn luyện                    | Kin, Okinawa                |
| Thuỷ quân lục chiến | FAC 6029               | Doanh trại Courtney | Doanh trại                    | Uruma, Okinawa              |
| Thuỷ quân lục chiến | FAC 6031               | Doanh trại McTureous                                                                                                   | Doanh trại                    | Uruma, Okinawa              |
| Thuỷ quân lục chiến | FAC 6043               | Doanh trại Kuwae (Trại Lester)                                                                                         | Y tế                          | Chatan, Okinawa             |
| Thuỷ quân lục chiến | FAC 6044               | Doanh trại Zukeran (Trại Foster)                                                                                       | Doanh trại                    | Chatan, Okinawa             |
| Thuỷ quân lục chiến | FAC 6051               | Căn cứ không lực Thủy quân lục chiến Futenma                                                                           | Căn cứ không quân             | Ginowan, Okinawa            |
| Thuỷ quân lục chiến | FAC 6056               | Khu Makiminato (Trại Kinser)                                                                                           | Vận tải                       | Urasoe, Okinawa             |
| Thuỷ quân lục chiến | FAC 6082               | Khu Huấn luyện Tsuken Jima                                                                                             | Huấn luyện                    | Uruma, Okinawa              |

Bảng trên cho thấy tổng số 84.
- Doanh trại Smedley D. Butler, huyện Okinawa, huyện Yamaguchi. (Mặc dù những doanh trại này nằm rải rác khắp Okinawa và lãnh thổ còn lại của Nhật Bản, nhưng tất cả chúng đều thuộc quyền quản lí của Doanh trại Smedley D. Butler)
  - Doanh trại McTureous, huyện Okinawa
  - Doanh trại Courtney, huyện Okinawa
  - Doanh trại Foster, huyện Okinawa
  - Doanh trại Kinser, huyện Okinawa
  - Doanh trại Hansen, huyện Okinawa
  - Doanh trại Schwab, huyện Okinawa
  - Doanh trại Gonsalves (Trung tâm huấn luyện tác chiến rừng rậm), huyện Okinawa
  - Khu huấn luyện bãi biển Kin Blue, huyện Okinawa
  - Khu huấn luyện bãi biển Kin Red, huyện Okinawa
  - Điểm trữ đạn dược Higashionna I
- Kho đạn dược Henoko
- Căn cứ Không lực Thủy quân lục chiến Futenma, huyện Okinawa (về sau khi MCAS Futenma chuyển đến Trại Schwab)
- Căn cứ Không lực Thủy quân lục chiến Iwakuni
- Trại Fuji, huyện Shizuoka
- Khu đào tạo Numazu, huyện Shizuoka
- Sân bay phụ trợ Jima, huyện Okinawa
- Khu huấn luyện Tsuken Jima, huyện Okinawa

#### Các Khu vực & Cơ sở Sử dụng ChungJSDF-USFJ
Các công trình và diện tích sử dụng tạm thời như sau:
| Cơ sở USFJ Mã quản trị | Tên căn cứ                                       | Mục đích chính (Trên thực tế) | Vị trí                                  |
| ---------------------- | ------------------------------------------------ | ----------------------------- | --------------------------------------- |
| FAC 1066               | Doanh trại Higashi Chitose (JGSDF)               | Huấn luyện                    | Chitose, Hokkaidō                       |
| FAC 1067               | Khu thao diễn Hokkaido Chitose (JGSDF)           | Huấn luyện                    | Chitose, Hokkaidō                       |
| FAC 1068               | Căn cứ không lực Chitose (JASDF)                 | Căn cứ không quân             | Chitose, Hokkaidō                       |
| FAC 1069               | Khu thao diễn lớn Betsukai Yausubetsu (JGSDF)    | Huấn luyện                    | Betsukai, Hokkaido                      |
| FAC 1070               | Doanh trại Kushiro (JGSDF)                       | Doanh trại                    | Kushiro, Hokkaidō                       |
| FAC 1071               | Doanh trại Shikaoi (JGSDF)                       | Huấn luyện                    | Shikaoi, Hokkaido                       |
| FAC 1072               | Khu thao diễn trung Kamifurano (JGSDF)           | Huấn luyện                    | Kamifurano, Hokkaido                    |
| FAC 1073               | Doanh trại Sapporo (JGSDF)                       | Huấn luyện                    | Sapporo, Hokkaido                       |
| FAC 1074               | Khu thao diễn trung Shikaoi Shikaribetsu (JGSDF) | Huấn luyện                    | Shikaoi, Hokkaido                       |
| FAC 1075               | Doanh trại Obihiro (JGSDF)                       | Huấn luyện                    | Obihiro, Hokkaidō                       |
| FAC 1076               | Khu thao diễn Asahikawa Chikabumidai (JGSDF)     | Huấn luyện                    | Asahikawa, Hokkaido                     |
| FAC 1077               | Doanh trại Okadama (JGSDF)                       | Giải trí                      | Sapporo, Hokkaido                       |
| FAC 1078               | Khu thao diễn Nayoro (JGSDF)                     | Huấn luyện                    | Nayoro, Hokkaidō                        |
| FAC 1079               | Khu thao diễn Takikawa (JGSDF)                   | Huấn luyện                    | Takikawa, Hokkaidō                      |
| FAC 1080               | Bihoro Training Area (JGSDF)                     | Huấn luyện                    | Bihoro, Hokkaido                        |
| FAC 1081               | Khu thao diễn Kutchan Takamine (JGSDF)           | Huấn luyện                    | Kutchan, Hokkaido                       |
| FAC 1082               | Khu thao diễn Engaru (JGSDF)                     | Huấn luyện                    | Engaru, Hokkaido                        |
| FAC 2062               | Doanh trại Sendai (JGSDF)                        | Huấn luyện                    | Sendai, Miyagi                          |
| FAC 2063               | Doanh trại Hachinohe (JGSDF)                     | Doanh trại                    | Hachinohe, Aomori                       |
| FAC 2064               | Khu thao diễn trung Iwate Iwatesan (JGSDF)       | Huấn luyện                    | Takizawa, Iwate                         |
| FAC 2065               | Khu thao diễn lớn Taiwa Ojojihara (JGSDF)        | Huấn luyện                    | Taiwa, Miyagi                           |
| FAC 2066               | Sân bay Kasuminome (JGSDF)                       | Sân bay                       | Sendai, Miyagi                          |
| FAC 2067               | Khu thao diễn Aomori Kotani (JGSDF)              | Huấn luyện                    | Aomori, Aomori                          |
| FAC 2068               | Khu thao diễn Hirosaki (JGSDF)                   | Huấn luyện                    | Hirosaki, Aomori                        |
| FAC 2069               | Khu thao diễn Jinmachi Otakane (JGSDF)           | Huấn luyện                    | Murayama, Yamagata                      |
| FAC 3104               | Trường bắn Nagasaka (JGSDF)                      | Huấn luyện                    | Yokosuka, Kanagawa                      |
| FAC 3183               | Khu thao diễn Fuji (JGSDF)                       | Huấn luyện                    | Fujiyoshida, YamanashiGotenba, Shizuoka |
| FAC 3184               | Doanh trại Takigahara (JGSDF)                    | Huấn luyện                    | Gotenba, Shizuoka                       |
| FAC 3186               | Khu thao diễn Takada Sekiyama (JGSDF)            | Huấn luyện                    | Joetsu, Niigata                         |
| FAC 3187               | Căn cứ không lực Hyakuri (JASDF)                 | Căn cứ không quân             | Omitama, Ibaraki                        |
| FAC 3188               | Khu thao diễn Soumagahara (JGSDF)                | Huấn luyện                    | Shinto, Gunma                           |
| FAC 3189               | Doanh trại Asaka (JGSDF)                         | Huấn luyện                    | Asaka, Saitama                          |
| FAC 4161               | Căn cứ không lực Komatsu (JASDF)                 | Căn cứ không quân             | Komatsu, Ishikawa                       |
| FAC 4162               | Trường Phục vụ 1 (JMSDF)                         | Huấn luyện                    | Etajima, Hiroshima                      |
| FAC 4163               | Khu thao diễn Haramura (JGSDF)                   | Huấn luyện                    | Higashihiroshima, Hiroshima             |
| FAC 4164               | Khu thao diễn trung Imazu Aibano (JGSDF)         | Huấn luyện                    | Takashima, Shiga                        |
| FAC 4165               | Căn cứ không lực Gifu (JASDF)                    | Giải trí                      | Kakamigahara, Gifu                      |
| FAC 4166               | Doanh trại Itami (JGSDF)                         | Huấn luyện                    | Itami, Hyōgo                            |
| FAC 4167               | Khu thao diễn trung Nihonbara (JGSDF)            | Huấn luyện                    | Nagi, Okayama                           |
| FAC 4168               | Căn cứ không lực Miho (JASDF)                    | Căn cứ không quân             | Sakaiminato, Tottori                    |
| FAC 5115               | Căn cứ không lực Nyutabaru (JASDF)               | Căn cứ không quân             | Shintomi, Miyazaki                      |
| FAC 5117               | Trường bắn Sakibe (JMSDF)                        | Huấn luyện                    | Sasebo, Nagasaki                        |
| FAC 5120               | Khu thao diễn Hijudai-Jumonjibaru (JGSDF)        | Huấn luyện                    | Yufu, ŌitaBeppu, Oita                   |
| FAC 5121               | Căn cứ không lực Tsuiki (JASDF)                  | Căn cứ không quân             | Chikujo, Fukuoka                        |
| FAC 5122               | Căn cứ không lực Omura (JMSDF)                   | Giải trí                      | Ōmura, Nagasaki                         |
| FAC 5123               | Khu huấn luyện Oyanohara-Kirishima (JGSDF)       | Huấn luyện                    | Yamato, KumamotoEbino, Miyazaki         |
| FAC 5124               | Doanh trại Kita Kumamoto (JGSDF)                 | Huấn luyện                    | Kumamoto, Kumamoto                      |
| FAC 5125               | Doanh trại Kengun (JGSDF)                        | Huấn luyện                    | Kumamoto, Kumamoto                      |
| FAC 6181               | Khu huấn luyện Ukibaru Jima                      | Huấn luyện                    | Uruma, Okinawa                          |

Tại Okinawa, các cơ sở quân sự của Hoa Kỳ chiếm khoảng 10,4% tổng diện tích đất sử dụng. Khoảng 74,7% tổng số cơ sở quân sự Mỹ tại Nhật Bản đều nằm trên đảo Okinawa.

### Danh sách cơ sở cũ
Hoa Kỳ đã trả lại một số cơ sở cho Nhật Bản kiểm soát. Một số được sử dụng làm căn cứ quân sự của JSDF; một số khác thì trở thành sân bay dân dụng hoặc văn phòng chính phủ; nhiều nhà máy, cao ốc văn phòng hay khu dân cư đã phát triển trong khu vực tư nhân của các cơ sở. Có nhiều đất đai hơn trên Okinawa đang trong quá trình được trao trả lại nhờ Hội Uỷ viên Hành động Đặc biệt Okinawa. Các khu vực như thế bao gồm: Doanh trại Kuwae (còn được gọi là Camp Lester), MCAS Futenma, các khu vực trong Trại Zukeran (còn được gọi là Camp Foster) nằm khoảng 9.900 mẫu Anh (40 km2) của Khu huấn luyện phía Bắc, Khu huấn luyện Aha, Khu huấn luyện Gimbaru (cũng được gọi là Camp Gonsalves), ngoài ra còn cả một phần nhỏ của Khu Phục vụ Makiminato (còn được gọi là Camp Kinser), và cuối cùng là Cảng Naha.

#### Lục quân:
- Khu Phục vụ Hỗn hợp quân đội (sau là Khu phục vụ Chinen), Nanjō, Okinawa
- Nhà kho STRATCOM Lục quân (sau là Kho Urasoe), Urasoe, Okinawa
- Khu Bluff (sau là Khu nhà ở Yamate), Yokohama, Kanagawa
- Sân bay phụ trợ Bolo Point (sau là Trường bắn Trainfire), Yomitan, Okinawa
- Khu phụ Lục quân Bolo Point, Yomitan, Okinawa
- Doanh trại Bender, Ōta, Gunma
- Doanh trại Boone, Ginowan, Okinawa
- Doanh trại Burness, Chūō, Tokyo
- Doanh trại Chickamauga, 19th Infantry, Beppu, Oita[64]
- Doanh trại Chigasaki, Chigasaki, Kanagawa
- Doanh trại Chitose Annex (Chitose I, II), Chitose, Hokkaido
- Doanh trại Coe, Yokohama, Kanagawa
- Doanh trại Crawford, Sapporo, Hokkaido
- Doanh trại Drake, Asaka, Saitama
- Doanh trại Drew, Ōizumi, Gunma
- Doanh trại Eta Jima, Etajima, Hiroshima
- Doanh trại Fowler, Sendai, Miyagi
- Doanh trại Fuchinobe (Office Japan, NSAPACREP), Sagamihara, Kanagawa
- Doanh trại Hakata, Higashi-ku, Fukuoka[64]
- Doanh trại Hardy, Ginoza, Okinawa
- Doanh trại Haugen, Hachinohe, Aomori
- Doanh trại Katakai, Kujūkuri, Chiba
- Doanh trại King (later, Omiya Ordnance Sub Depot), Omiya, Saitama
- Doanh trại Kokura, Kitakyushu, Fukuoka
- Doanh trại Kubasaki (later, Kubasaki School Area), [Nakagusuku, Okinawa]
- Doanh trại Loper, Tagajō, Miyagi
- Doanh trại McGill, Yokosuka, Kanagawa
- Doanh trại McNair, Fujiyoshida, Yamanashi
- Doanh trại Mercy, Ginowan, Okinawa
- Doanh trại Moore, Kawasaki, Kanagawa
- Doanh trại Mower 34th Infantry, Sasebo, Nagasaki[64]
- Doanh trại Nara, Nara, Nara
- Doanh trại Ojima, Ōta, Gunma
- Doanh trại Otsu, Ōtsu, Shiga
- Doanh trại Palmer, Funabashi, ChibaBiển báo Doanh trại Palmer

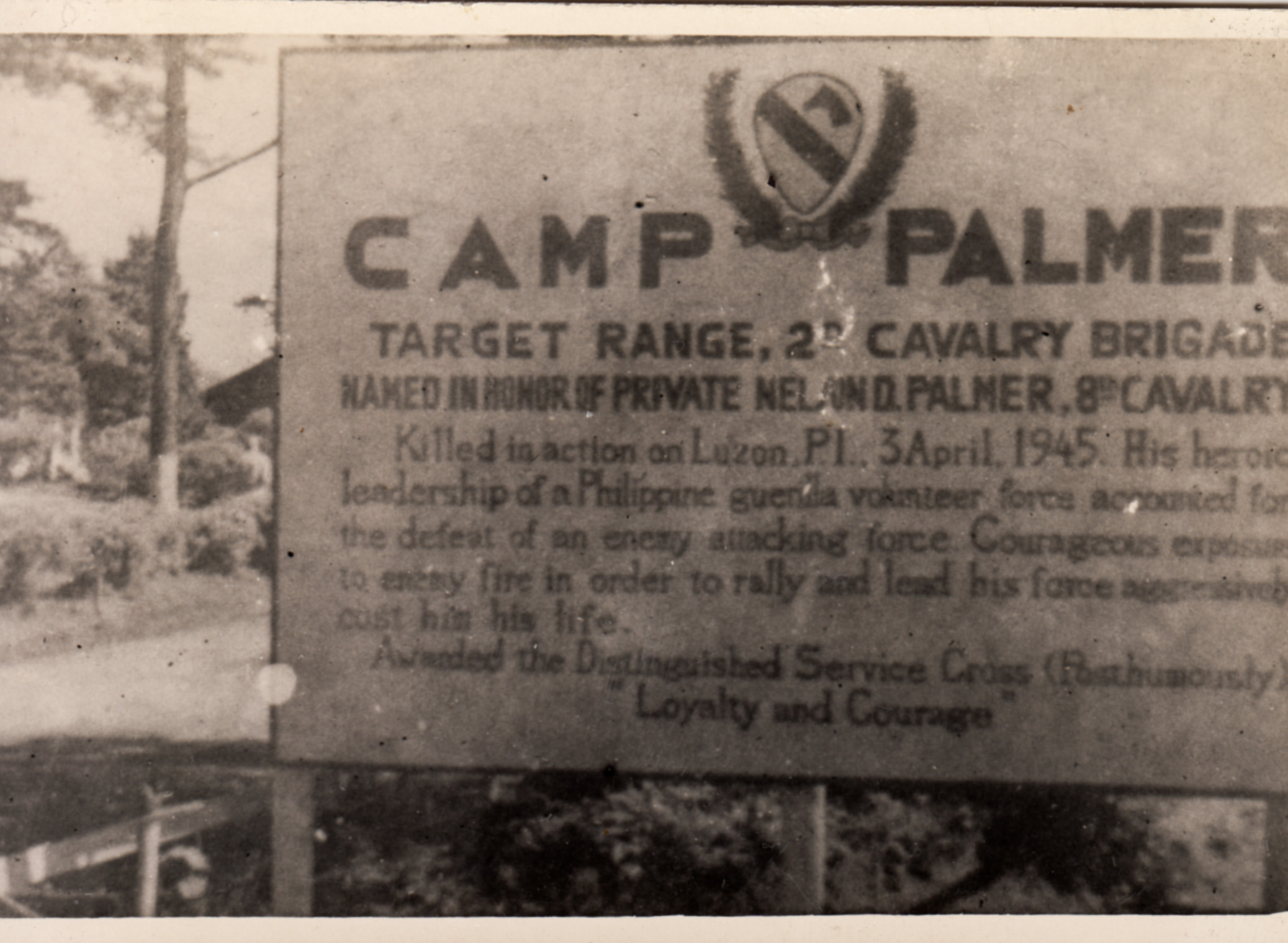
Biển báo Doanh trại Palmer

- Doanh trại Schimmelpfennig, Sendai, Miyagi
- Doanh trại Stilwell, Maebashi, Gunma
- Doanh trại Weir, Shinto, Gunma
- Doanh trại Whittington, Kumagaya, Saitama
- Doanh trại Wood, Bộ binh 21, Kumamoto[64]
- Doanh trại Younghans, Higashine, Yamagata
- Chibana Army Annex (later, Chibana Site), Okinawa, Okinawa
- Chinen Army Annex (later, Chinen Site), Chinen, Okinawa
- Chuo Kogyo (later, Niikura Warehouse Area), Wakō, Saitama
- Deputy Division Engineer Office, Urasoe, Okinawa
- Division School Center, Kokura[64]
- Etchujima Warehouse, Koto, Tokyo
- Kho đạn Funaoka, Shibata, Miyagi
- Khu vực hạ LST Hachinohe, Hachinohe, Aomori
- Văn phòng vận tải Hakata, Hakata, Fukuoka
- Sân bay phụ trợ Hamby, Chatan, Okinawa
- Kho đạn dược Hosono, Seika, Kyoto
- Phụ khu Lục quân Iribaru (Nishihara), Uruma, Okinawa
- Phụ khu Lục quân Ishikawa, Uruma, Okinawa
- Bộ Tư lệnh Hậu cần Nhật Bản (Nhà Hải quan Yokohama), Yokohama, Kanagawa
- Jefferson Heights, Chiyoda, Tokyo
- Nhà máy sữa Kanagawa, Yokohama, Kanagawa
- Phụ khu Lục quân Kashiji, Chatan, Okinawa
- Doanh trại Kishine, Yokohama, Kanagawa
- Bến tàu Kobe 6, Kobe, Hyogo
- Tòa nhà cảng Kobe, Kobe, Hyogo
- Phụ khu Tiếp âm Radio Koza (sau là Khu Liên lạc Koza), Okinawa, Okinawa
- Bãi đáp Kure Barge, Kure, Hiroshima
- Trung tâm Lincoln, Chiyoda, Tokyo
- Cảng Moji, Kitakyūshū, Fukuoka
- Văn phòng Thu mua Nagoya, Nagoya, Aichi
- Phụ khu Lục quân Naha (sau là Naha Site), Naha, Okinawa
- Trung tâm Phục vụ Naha, Naha, Okinawa
- Phụ khu Lục quân Namihira, Yomitan, Okinawa
- Khu Đường đua Negishi, Yokohama, Kanagawa
- Kho lạnh trao đổi khu vực Okinawa (sau là Kho lạnh Naha), Naha, Okinawa
- Kho Lưu trữ Khô trao đổi khu vực Okinawa (sau là Kho Makiminato), Urasoe, Okinawa
- Phụ khu Lục quân Onna Point (sau là Onna Site), Onna, Okinawa
- Kho quân nhu Oppama, Yokosuka, Kanagawa
- Sân bay Ota Koizumi (Bãi Thả dù Dã chiến Patton), Oizumi, Gunma
- Palace Heights, Chiyoda, Tokyo
- Pershing Heights (Trụ sở Bộ Tư lệnh Viễn Đông Hoa Kỳ / Bộ Tư lệnh Liên hợp quốc.), Shinjuku, Tokyo
- Trường bắn Sakuradani, Chikushino, Fukuoka
- Phố Sĩ quan Khách sạn Sanno, Chiyoda, Tokyo
- Khu huấn luyện Shikotsuko, Chitose, Hokkaidō
- Khu Liên lạc Shinzato, Nanjō, Okinawa
- Phụ khu Trữ đạn phía Nam (sau là Khu vực Trữ đạn phía Nam), Yaese, Okinawa
- Phụ khu Lục quân Sunabe, Chatan, Okinawa
- Kho đạn Tana, Yokohama, Kanagawa
- Khu Liên lạc Tairagawa (Deragawa), Uruma, Okinawa
- Khu Liên lạc Tengan, Uruma, Okinawa
- Bệnh viện quân đội Tokyo, Chūō, Tokyo
- Kho Sĩ quan hậu cần Tokyo, Minato, Tokyo
- Kho quân nhu Tokyo (sau là Trại Oji), Kita, Tokyo
- Trung tâm Quân y Mỹ, Sagamihara, Kanagawa
- Trung tâm In ấn & Xuất bản Quân đội Mỹ, Viễn Đông, Kawasaki, Kanagawa
- Cơ quan Thu mua Quân đội Mỹ, Nhật Bản, Yokohama, Kanagawa
- Bến tàu trung tâm Yokohama (MSTS-FE), Yokohama, Kanagawa
- Kho kĩ thuật Yokohama, Yokohama, Kanagawa
- Bộ Chỉ huy Mô tô Yokohama, Yokohama, Kanagawa
- Kho quân nhu Yokohama, Yokohama, Kanagawa
- Kho POL Yokohama, Yokohama, Kanagawa
- Câu lạc bộ Quân nhân Yokohama, Yokohama, Kanagawa
- Kho cung cấp tín hiệu Yokohama, Kawasaki, Kanagawa
- Kho bảo trì tín hiệu Yokohama (JLC Air Strip), Yokohama, Kanagawa
- Bến tàu Nam Yokohama, Yokohama, Kanagawa
- Yomitan Army Annex, Yomitan, Okinawa
- Trường bắn Zama, Sagamihara, Kanagawa
- Phụ khu Tuyên truyền Zukeran (sau là Khu Liên lạc), Chatan, Okinawa

Hải quân:
- Trường bắn Haiki (Sasebo), Sasebo, Nagasaki
- Inanba Shima Gunnery Firing Range, Mikura-jima, Tokyo
- Kinugasa Ammunition Depot, Yokosuka, Kanagawa
- Koshiba POL Depot, Yokohama, Kanagawa
- Ominato Communication Site, Ominato, Aomori
- Omura Rifle Range, Ōmura, Nagasaki
- Makiminato Service Area Annex, Urasoe, Okinawa
- Minamitorishima Communication Site, Ogasawara, Tokyo
- Nagahama Rifle Range, Kure, Hiroshima
- Nagai Dependent Housing Area (Admiralty Heights), Yokosuka, Kanagawa
- Nagiridani Dependent Housing Area, Sasebo, Nagasaki
- Naval Air Facility Naha, Naha, Okinawa
- Naval Air Facility Oppama, Yokosuka, Kanagawa
- Navy EM Club, Yokosuka, Yokosuka, Kanagawa
- Khu Liên lạc Niigata Sekiya Communication Site, Chuo-ku, Niigata
- Shinyamashita Dependent Housing Area (Bayside Court), Yokohama, Kanagawa
- Khu Liên lạc Sobe Communication Site (NSGA Hanza), Yomitan, Okinawa
- Khu Liên lạc Tokachibuto Communication Site, Urahoro, Hokkaido
- Tomioka Storage Area, Yokohama, Kanagawa
- Tsujido Maneuver Area, Chigasaki, Kanagawa
- Yokohama Bakery, Yokohama, Kanagawa
- Yokohama Beach (Honmoku) Dependent Housing Area, Yokohama, Kanagawa
- Yokohama Chapel Center, Yokohama, Kanagawa
- Yokohama Cold Storage, Yokohama, Kanagawa
- Yokosuka Naval Pier, Yokosuka, Kanagawa
- Khu Liên lạc Yosami, Kariya, Aichi

Không quân:
- Căn cứ không lực Ashiya (later, ATG Range), Ashiya, Fukuoka
- Phụ khu Asoiwayama Liaison, Tobetsu, Hokkaido
- Căn cứ không lực Brady (sau là Gannosu Air Station), Higashi-ku, Fukuoka
- Khu Liên lạc Chiran, Chiran, Kagoshima
- Chitose Air Base, Chitose, Hokkaidō
- Khu Liên lạc Daikanyama, Yugawara, Kanagawa
- Căn cứ không lực Fuchu (Trụ sở  USFJ/Không lực 5, 1957–1974), Fuchū, Tokyo
- Khu Liên lạc Funabashi, Funabashi, Chiba
- Khu nhà ở Grant Heights, Nerima, Tokyo
- Khu nhà ở Green Park, Musashino, Tokyo
- Trường bắn Hachinohe, Hachinohe, Aomori
- Phụ khu Trường Hamura, Hamura, Tokyo
- Căn cứ không lực Haneda (sau là Phụ khu Bưu điện), Ōta, Tokyo
- Sân bay phụ trợ Hanshin, Yao, Osaka
- Khu Liên lạc Hirao, Chuo-ku, Fukuoka
- Căn cứ không lực Itami, Itami, Hyōgo
- Phụ khu Quản trị Itazuke (Kasugabaru DHA), Kasuga, Fukuoka
- Căn cứ không lực Itazuke, Hakata-ku, Fukuoka
- Căn cứ không lực Johnson (sau là Air Station, Family Housing Annex), Iruma, Saitama
- Khu nhà ở Kadena, Yomitan, Okinawa
- Khu nhà ở & Sân bay phụ trợ Kanto Mura, Chōfu, Tokyo
- Khu Rađa Kasatoriyama, Tsu, Mie
- Khu Liên lạc Kashiwa (Camp Tomlinson), Kashiwa, Chiba
- Komaki (Nagoya) Air Base, Komaki, Aichi
- Khu đạn dược Kozoji, Kasugai, Aichi
- Căn cứ không lực Kume Jima, Kumejima, Okinawa
- Khu Rađa Kushimoto, Kushimoto, Wakayama
- Miho Air Base, Sakaiminato, Tottori
- Phụ khu Mineoka Liaison, Minamibōsō, Chiba
- Mito ATG Range, Hitachinaka, Ibaraki
- Căn cứ không lực Miyako Jima Air Station, Miyakojima, Okinawa
- Khu VORTAC Miyako Jima, Miyakojima, Okinawa
- Căn cứ không lực Moriyama , Nagoya, Aichi
- Căn cứ không lực Naha, Naha, Okinawa
- Phụ khu Không quân/Hải quân Naha, Naha, Okinawa
- Khu nhà kho Najima, Higashi-ku, Fukuoka
- Căn cứ không lực Niigata , Niigata, Niigata
- Kho Ofuna, Yokohama, Kanagawa
- Trung tâm liên lạc Oshima, Oshima, Tokyo
- Khu Liên lạc Rokko, Kobe, Hyogo
- Trạm Liên lạc Senaha, Yomitan, Okinawa (trả chính phủ Nhật Bản tháng 9 năm 2006)
- Khu Liên lạc Sendai Kunimi, Sendai, Miyagi
- Khu nhà ở Showa (sau là Akishima), Akishima, Tokyo
- Căn cứ không lực Shiroi, Kashiwa, Chiba
- Kho Sunabe, Chatan, Okinawa
- Căn cứ không lực Tachikawa, Tachikawa, Tokyo
- Khu Liên lạc Tokyo (Tổng đài điện thoại trung tâm NTTPC), Chūō, Tokyo
- Phụ khu Wajima Liaison, Wajima, Ishikawa
- Khu cấp nước Wajiro, Higashi-ku, Fukuoka
- Căn cứ không lực Wakkanai, Wakkanai, Hokkaidō
- Khu nhà ở Washington Heights, Shibuya, Tokyo
- Kho Đạn dược Yamada, Kitakyūshū, Fukuoka
- Khu Liên lạc Yokawame, Misawa, Aomori
- Căn cứ không lực Yozadake, Itoman, Okinawa

#### Thuỷ quân lục chiến:
- Khu Huấn luyện Aha, Kunigami, Okinawa
- Doanh trại Gifu, Kakamigahara, Gifu
- Doanh trại Hauge, Uruma, Okinawa
- Doanh trại Okubo, Uji, Kyoto
- Doanh trại Shinodayama, Izumi, Osaka
- Khu Huấn luyện Gimbaru, Kin, Okinawa
- Khách sạn Ihajo Kanko, Uruma, Okinawa
- Khu Nhà ở Makiminato, Naha, Okinawa
- Khu Liên lạc Onna, Onna, Okinawa
- Sân golf Awase, huyện Okinawa (trả chính phủ Nhật Bản tháng 4 năm 2010)
- Trung tâm nghỉ Yaka, Kin, Okinawa
- Sân bay phụ trợ Yomitan, Yomitan, Okinawa (trao trả chính phủ Nhật Bản năm 2006, khóa huấn luyện thả dù kết thúc tháng 3 năm 2001)